# П'єр-Амбруаз Босс
П'єр-Амбруаз Босс (фр. Pierre-Ambroise Bosse; нар. 11 травня 1992) — французький легкоатлет, який спеціалізувався в бігу на середні дистанції.

## Спортивні досягнення
Фіналіст (4-е місце) у бігу на 800 метрів на Олімпіаді-2016. Учасник змагань у бігу на 800 метрів на двох інших Олімпійських ігор (2012, 2021), де щоразу зупинявся на півфінальній стадії.
Чемпіон світу з бігу на 800 метрів (2017). Фіналіст у бігу на 800 метрів на двох інших чемпіонатах світу — 5-е місце у 2015 та 7-е місце у 2013.
Фіналіст (8-е місце) чемпіонату світу серед юніорів у бігу на 800 метрів (2010).
Дворазовий бронзовий призер чемпіонатів Європи у бігу на 800 метрів (2012, 2018). Фіналіст у бігу на 800 метрів на двох інших чемпіонатах Європи — 5-е місце у 2016 та 8-е місце у 2014.
Фіналіст (6-е місце) у бігу на 800 метрів на чемпіонаті Європи в приміщенні (2021).
Чемпіон Європи у бігу на 800 метрів серед молоді (2013) та серед юніорів (2011).
Багаторазовий чемпіон та рекордсмен Франції у різних дисциплінах бігу на середні дистанції.
Володар вищого європейського досягнення у бігу на 600 метрів — 1.13,21 (2016).